# Велики Бановац
Велики Бановац је насељено место у саставу града Пакраца, у западној Славонији, Република Хрватска.

## Становништво
На попису становништва 2011. године, Велики Бановац је имао 171 становника.
| Националност       | 1991.        |
| Хрвати             | 76 (41,53%)  |
| Срби               | 0            |
| Југословени        | 0            |
| остали и непознато | 107 (58,46%) |
| Укупно             | 183          |